# För tidens korta kval och fröjd
För tidens korta kval och fröjd är en psalm i sex verser av Johan Olof Wallin. Den ingår i Förslag till Svensk Psalmbok 1816. Melodin är Till dig jag ropar, Herre Krist, vilket är samma melodi som nr 281 i 1697 års koralbok.
Psalmen inleds 1819 med orden:
För tidens korta kval och fröjd 
Jag är ej ämnad vorden,
Ej blott en mask till jorden böjd
Och genast gömd i jorden.

## Publicerad i
- 1819 års psalmbok som nr 41 under rubriken "Människan: Kropps- och själsegenskaper".
- 1937 års psalmbok som nr 322 under rubriken "Trons glädje och förtröstan".